# Cosmoconus recurvus
Cosmoconus recurvus là một loài tò vò trong họ Ichneumonidae.